# Коннахт
Ко́ннахт (ирл. Connachta, англ. Connacht или Connaught) — провинция на западе Ирландии, объединяющая графства Голуэй, Литрим, Майо, Роскоммон и Слайго. Крупнейшие населённые пункты — Голуэй на юге и Слайго на севере, причём только Голуэй является настоящим городом. Население 542 547 человек (3-е место среди провинций; данные 2011 года).
Коннахт является климатически наиболее суровой, наименее плодородной частью Ирландии. Сюда англичане ссылали непокорных ирландцев. Английский диктатор Оливер Кромвель говорил о бунтующих: «В ад или в Коннахт». Наивысшей точкой Коннахта является Муилрей (814 м), расположенная в графстве Майо. Крупнейший остров — Акилл — одновременно является крупнейшим в Ирландии. Наибольшее озеро — Лох-Корриб.

### Коннахт в литературе и фольклоре
Именно в Коннахте происходит действие одной из самых страшных ирландских сказок об ирландском народном философе Тёмном Патрике — «Повелитель ворон»: беспутные сыновья короля Коннахта зло подшутили над чёрным колдуном Кромахи, повелителем ворон, и колдун проклял их, предсказав первому принцу, что тот станет вором, второму — что его судьба стать убийцей, третьему — вечно нищенствовать, а королю-отцу — видеть, как гибнут его сыновья, и мучаться от невозможности их спасти. Никто из дворцовых мудрецов не нашёл средства, как помочь королевским отпрыскам избежать страшной судьбы. И тогда пришёл из Донегола Тёмный Патрик и предложил свою помощь. По его совету первого сына отправили учиться в школу законов — став судьёй, он мог безнаказанно обворовывать людей. Второй поехал учиться медицине — став врачом, он мог не отвечать за смерти больных. Третий сын был отослан в семинарию — как священник, он мог есть дармовой хлеб и не чувствовать себя униженным. Так королевское семейство было избавлено от проклятия, а весь Коннахт — от дурной славы.
В древнеирландском цикле легенд «Похищение быка из Куальнге» Коннахт ведет постоянную борьбу с королевством Ульстер (тогда оно называлось Улад). Правящие в Коннахте король Айлиль и королева Медб ненавидят уладского короля-самодура Конхобара, а уладский герой Конал заявляет: «Не проходило дня, чтобы я не убил хоть одного из коннахтов, не проходило ночи, чтобы я не сделал набега на землю их, и ни разу не спал я, не подложив под колено головы коннахта.».

## Достопримечательности
- Замок Атенрай
- Замок Фиддон
- Камень Туруа